# Léon Joubert (peintre)
Pour les articles homonymes, voir Léon Joubert.
Léon Joubert est un artiste-peintre français né le 29 mai 1851 à Quimper et mort le 29 mars 1928 à Paris.

## Biographie
Léon Joubert fut un élève de Léon Germain Pelouse et de Fernand Cormon. Il exposa au Salon des artistes français de 1876 à 1927. Peintre de paysages, notamment de villes et village au bord de cours d'eau, il se rattache à l'école de Barbizon,.

## Œuvres (sélection)

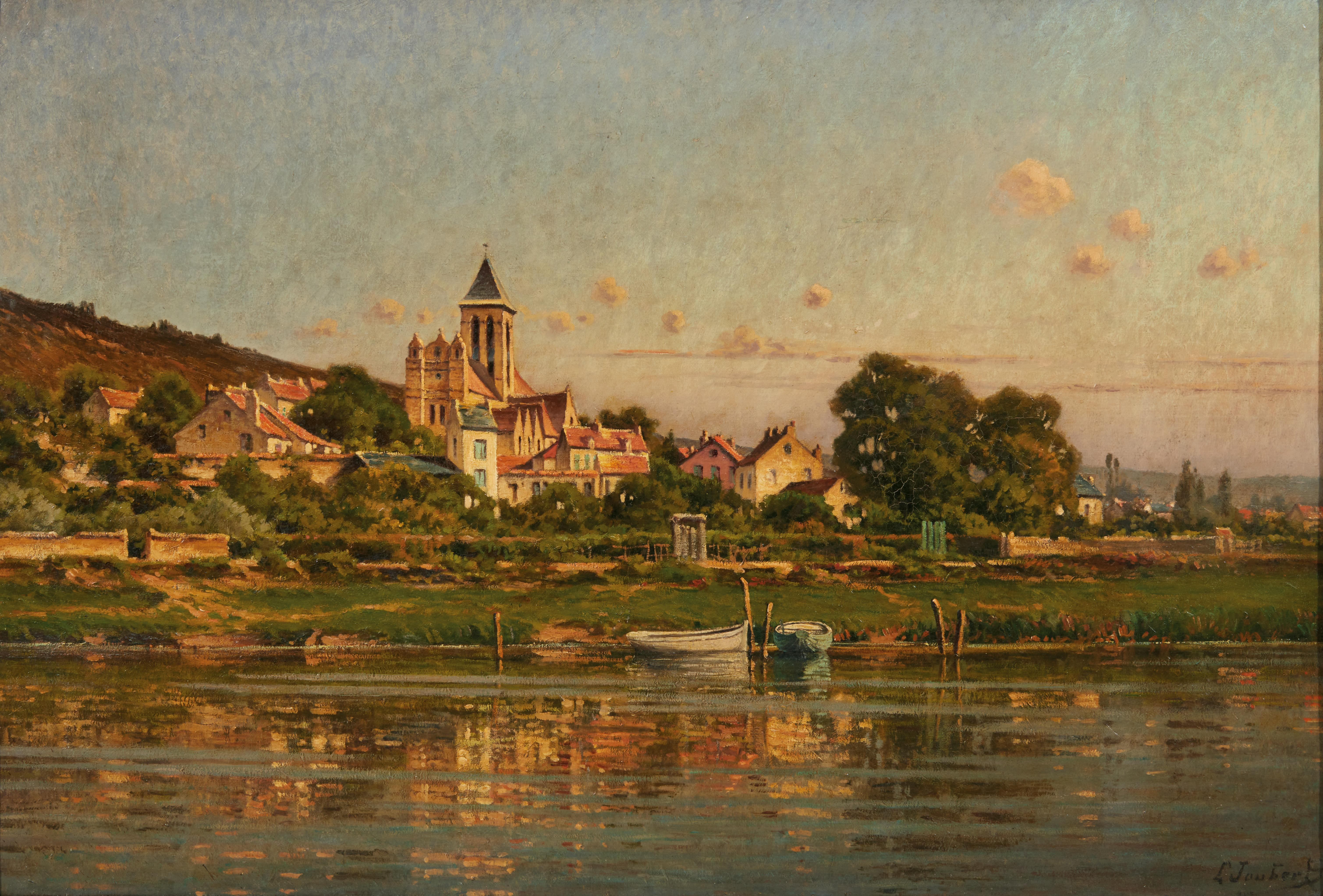
Léon Joubert: Vétheuil

- Chinon depuis le bord de la Vienne.
- Bord d'étang.
- Le château de Saint-Malo vu de la grève de l'Éventail (vers 1890).
- Les remparts de Tlemcen (huile sur toile, 1890).
- Aguttes.
- Le chemin de Rustéphan sous la neige (1890, musée des Beaux-Arts de Quimper)[6].
- Cottage with a Seated Woman [7].